# Gublerina
Gublerina es un género de foraminífero planctónico de la subfamilia Gublerininae, de la familia Heterohelicidae, de la superfamilia Heterohelicoidea, del suborden Globigerinina y del orden Globigerinida. Su especie tipo es Gublerina cuvillieri. Su rango cronoestratigráfico abarca desde el Santoniense (Cretácico superior) hasta el Maastrichtiense (Cretácico superior).

## Descripción
Gublerina incluía especies con conchas flabeliformes comprimidas, inicialmente planiespiraladas, después biseriadas y finalmente biseriada con series divergentes que dejan un área centra amplia y no septada, aunque parcialmente ocupada por cámaras que proliferan en disposición irregular; sus cámaras eran subglobulares a reniformes; sus suturas intercamerales eran incididas, o elevada en el estadio biseriado divergente debido a solapas aperturales relictas; su contorno ecuatorial era subtriangular (en abanico) y ligeramente lobulada; su periferia era redondeada a subaguda; su abertura principal era interiomarginal, lateral, con forma de arco simétrico, situada al final de la última cámara en crecer; presentaban pared calcítica hialina, finamente perforada, y superficie costulada o nodulosa, más prominentes en las cámaras del estadio inicial.

## Discusión
Clasificaciones posteriores han incluido Gublerina en el Orden Heterohelicida.

## Paleoecología
Gublerina incluía especies con un modo de vida planctónico, de distribución latitudinal cosmopolita, preferentemente tropical-subtropical, y habitantes pelágicos de aguas profundas (medio mesopelágico inferior a batipelágico superior).

## Clasificación
Gublerina incluye a las siguientes especies:
- Gublerina acuta †
  - Gublerina acuta robusta †
- Gublerina cuvillieri †
- Gublerina glaessneri †

Otras especies consideradas en Gublerina son:
- Gublerina carinata †
- Gublerina decoratissima †
- Gublerina deflaensis †
- Gublerina hedbergi †
- Gublerina prima †
- Gublerina rajagopalani †
- Gublerina robusta †